# جودي لين اوكيف
جودي لين اوكيف (بالإنجليزية: Jodi Lyn O'Keefe) (مواليد 10 أكتوبر 1978) هي ممثلة وموديل أميركية. ارتقت إلى الشهرة في سن ال 17، عندما تم اختيارها لتنفيذ سلسلة المباحث في ناش الجسور. ومعروفة أيضا بتمثيلها في دور غريتشن مورغان في سلسلة بريزون بريك.

## روابط خارجية
- جودي لين اوكيف على موقع IMDb (الإنجليزية)
- جودي لين اوكيف على موقع ألو سيني (الفرنسية)
- جودي لين اوكيف على موقع أول موفي (الإنجليزية)
- جودي لين اوكيف على موقع إن إن دي بي (الإنجليزية)
- جودي لين اوكيف على موقع قاعدة بيانات الفيلم (الإنجليزية)
- جودي لين اوكيف على موقع كينوبويسك (الروسية)